# Glochidion beehleri
Glochidion beehleri là một loài thực vật có hoa trong họ Diệp hạ châu. Loài này được W.N.Takeuchi mô tả khoa học đầu tiên năm 1999.